# Susqueda
Susqueda és un municipi de la comarca de la Selva. El nucli de població principal fou aixecat de nova planta quan es negà el nucli original per la construcció de l'embassament de Susqueda.
Des de 2017, l'alcaldessa és Eva Viñolas Marín.

## Demografia
| Entitat de població | Habitants (2023) |
| Sant Martí Sacalm   | 36               |
| el Coll             | 28               |
| el Far              | 25               |
| Susqueda            | 8                |
| Font: Idescat       |                  |

| 1497 | 1515 | 1553 | 1887 | 1900 | 1920 | 1950 | 1970 | 2010 | 2024 |
| 14   | 33   | 36   | 856  | 603  | 710  | 611  | 199  | 118  | 97   |

## Geografia
- Llista de topònims de Susqueda (Orografia: muntanyes, serres, collades, indrets..; hidrografia: rius, fonts...; edificis: cases, masies, esglésies, etc).

Susqueda és un municipi amb una extensió de 50,53 km² i 95 habitants el 2016. És un municipi molt singular per diverses raons. La principal perquè la població que li dona nom ja no existeix, en ser negada des del 1968 pel pantà de Susqueda, que el va engolir junt amb les millors terres de conreu i masies que l'integraven, cosa que obligà a traslladar la seva capital a Sant Martí Sacalm. Però també ho és sobretot perquè des del punt de vista geogràfic i geològic presenta una gran diversitat.
Si es contempla el seu terme sobre un mapa del país ressalta en primer lloc la seva estructura particular, ja que pel seu extrem nord té el municipi de Rupit-Pruit d'Osona i el de les Planes d'Hostoles de la Garrotxa i pel seu extrem sud o sector de migdia, centrat pel Coll i Sant Benet o l'antic mont Celró, forma un sortint que s'endinsa dins del terme d'Osor i Sant Hilari Sacalm o del seu annex a Querós.
La seva orografia és variada i singular. El terme està partit pel riu Ter i ara per l'embassament del pantà de Susqueda. De punta a punta del terme hi ha uns disset quilòmetres en línia recta, però per anar-hi amb vehicle normal, cal fer un recorregut d'uns quaranta quilòmetres, si des del santuari del Coll sobre Osor es vol anar a l'indret del coll de Condreu o el Far. Per fer aquest recorregut cal baixar per la carretera o la pista asfaltada del Coll fins al poble d'Osor, on enllaça amb la GI-542 de Sant Hilari a Anglès. Aquí cal agafar en direcció nord la C-152 de Santa Coloma de Farners a Olot per Sant Esteve d'en Bas i en arribar a aquest poble, seguir la C-153 de Vic a Olot, en direcció a Vic fins al Coll de Condreu, gairebé al límit entre Osona i la Garrotxa, i si es vol seguir fins al Far cal fer encara uns quatre quilòmetres més.